# ポール・ブリューナ

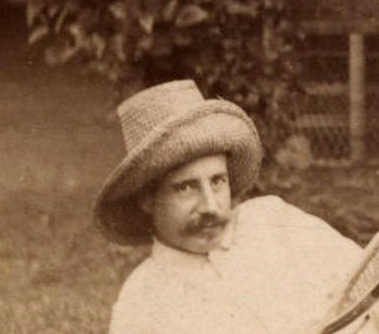
ポール・ブリューナ

ポール・ブリューナ（Paul Brunat、1840年6月30日 - 1908年5月7日）は、フランス人の生糸技術者。お雇い外国人として、富岡製糸場の設立に携わった。

## 生涯

### 青年期以前
1840年6月30日、フランスのドローム県に位置するブール・ド・ペアージュ（Bourg de Peage）で生まれる。父親は同市の市長を務めるほど地元では名士であった。蚕糸業が盛んなこの地で育ち、フランスにおける絹織物取引の中心地であるリヨンで生糸問屋に勤めるようになった。後に同地のエシュト・リリアンタール商会に移り、同社の横浜支店（蘭八商会）に派遣された。
横浜港には1866年3月22日（慶応2年2月6日）に到着し、居留地内の事務所に勤務した。明治に入ると日本の主要輸出品である生糸の生産を改革するために製糸工場の建設が検討され、ブリューナは明治3年7月（1870年8月）にイギリス公使館の書記らとともに候補地の視察に出ている。この際に武蔵国、上野国、信濃国を見て回り、
- 交通の便が良い
- 動力源の石炭および水が豊富
- 建材の石材が入手しやすい

事などから、富岡の陣屋予定地が建設地に選定された。

### 日本政府による雇用
東京に戻った後アルベール・シャルル・デュ・ブスケの推薦を受け、同年10月7日（1870年11月29日）に契約を結び、ブリューナは1871年（明治4年）から日本政府に5年間雇用される事となった。富岡製糸場の建設に先立って機材購入や技師の雇用のために一時フランスに帰国することになり、明治4年1月22日（1871年3月12日）にイギリスの船で日本を発っている。
香港経由で帰仏した後、製糸工2名・工女4名と契約を交わし、さらに当時18歳のエミリー・アレクサンドリーヌと結婚をしている。彼らとともに1871年10月29日にマルセイユを出航し、香港でフランス郵船・アバ号から同・ファーズ号に乗り換え、同年12月19日（明治4年11月8日）に横浜港に到着した。なお、妻のエミリー・アレクサンドリーヌの父は、音楽家のルイ・ジェームズ・アルフレッド・ルフェビュール=ヴェリー。
ブリューナには月給600円に加えて賄金が毎年1,800円、合計9,000円の年俸が支払われており、お雇い外国人のフランス人としては横須賀製鉄所のレオンス・ヴェルニーが受け取っていた年俸10,000円に次ぐ金額であった。一般的な日本人職工の年俸74円などに比べて非常に高額なことから後に問題となり、1874年（明治7年）7月8日には大久保利通が、同年8月には伊藤博文が三条実美に契約の中途解約を進言している。
1872年（明治5年）7月には妻のエミリーとの間にマリ・ジャンヌ・ジョゼフィーヌという長女が生まれ、横浜のイエズス会で洗礼を受けた。後に次女も生まれ、契約を終えて1876年（明治9年）2月15日に横浜港からブリューナ一家は帰仏している。

### 帰仏後
1882年にはアメリカの商社・ラッセル商会に招聘され、ブリューナは支配人として同社の上海での製糸工場（寶昌糸廠）建設に携わった。翌々年、フランス中の商業会議所から調査事項のリクエストを受けて、リヨン商業会議所からトンキンへ派遣された。フランスの繭は年間生産量を1840年と1850年を比べてほぼ2倍の2.5万トンほどに増えていたが、病気をきっかけに1856年0.8万トンに激減し、予防法が普及しても19世紀の間は水準を回復することがなかった。1860年までに、リヨンの絹検査所へ搬入された絹の約1/3がベンガル・中国・日本産となった。しかし当時極東に進出していたヨーロッパ系銀行はイギリスのものばかりで、それらがフラン振出手形をすべて拒否した。仕方なく輸入絹の大半は現物がP&Oなどに運ばれてロンドンを経由し、代金にはその運賃がふくまれた。
1890年にラッセル商会が破産したため、かつての同僚らとともに上海でポール・ブリューナ商会を設立し、製糸代理店を含めた貿易業務全般を扱った。会社の経営は順調で、1906年に設立時のメンバーであるハンターらに経営権を譲渡し、この際に社名がバラード・ハンター商会に改名されている。
1906年（明治39年）に上海からフランスに帰る途中で日本を訪れ、8月2日に横浜に上陸した。数日間を横浜で過ごした後、8月20日まで富岡製糸場など各地を回って横浜に戻り、数日後には箱根を訪れて富士屋ホテルに1ヶ月ほど滞在している。9月23日に妻とともにフランス郵船・コレア号で日本を離れた。翌1907年には過去の功績が称えられ大日本製糸会より表彰を受けている。1908年5月7日、パリの自宅、エミール・オージエ大通り48番地で逝去。葬儀は5月9日正午から、パッシーのノートルダム・ド・グラス教会で行なわれ、ペール・ラシェーズ墓地の義父の墓に埋葬された。